# محمود موسوی
سید محمود موسوی (زنجان ۱۳۱۶ - تهران ۱۳۹۴) باستان‌شناس، نویسنده و شاعر.
پس از تأسیس سازمان میراث فرهنگی کشور در سال ۱۳۶۴، او نخستین مدیر پژوهش‌های باستان‌شناسی سازمان میراث فرهنگی بود. او نخستین گردهمایی باستان‌شناسی ایران را پس از انقلاب اسلامی در سال ۱۳۷۳ در قلعه شوش برگزار و مدیریت کرد. محمود موسوی مسئولیت تسویه حساب با هیئت‌های فرانسوی، آلمانی و ایتالیایی را در سال ۱۳۶۳ از طرف مرکز باستان‌شناسی ایران عهده‌دار بود. پیش از انقلاب او سرپرست هیئت‌های باستان‌شناسی و ناظر بر کار بررسی و کاوش هیئت‌های باستان‌شناسی خارجی بود. او سال‌ها در دانشگاه میراث فرهنگی، دانشگاه آزاد اسلامی واحد تهران مرکزی و دانشگاه افسری امام علی به تدریس باستان‌شناسی و تاریخ هنر پرداخت.

محمود موسوی از خانواده ای قدیمی در زنجان متولد شد. از جمله شخصیت‌های برجسته خاندان وی میرزا ابوالقاسم زنجانی، میرزا ابوطالب زنجانی، سید محمد موسوی زنجانی، سید ابوالفضل موسوی زنجانی و سید رضا زنجانی بودند. او تحصیلات ابتدایی را در زنجان گذراند و سپس راهی تهران شد و دوره دبیرستان را در مدرسه علمیه تهران و تحصیل باستان‌شناسی را در دانشگاه تهران به اتمام رساند. در سال‌های ۱۳۴۰–۱۳۳۰ در رادیو تهران برنامه‌های فرهنگی و مربوط به باستان‌شناسی تهیه و در نشریات فرهنگی ادبی اندیشه و هنر، فردوسی، جهان امروز و نگین نیز شعر و مقالات ادبی منتشر می‌کرد. از سال ۱۳۴۶ به استخدام اداره باستان‌شناسی درآمد و تا سال ۱۳۷۸ در میراث فرهنگی فعالیت کرد. یکسال پیش از درگذشتش در پائیز ۱۳۹۳ انجمن علمی باستان‌شناسی ایران دومین نشان عزت‌الله نگهبان را به پاس یک عمر فعالیت موسوی در زمینه باستان‌شناسی ایران به وی اعطا کرد. محمود موسوی در ۱۶ دیماه ۱۳۹۴ بر اثر ابتلا به سرطان درگذشت و او را از مقابل موزه ملی ایران به قطعه نام آوران بهشت زهرا منتقل و به خاک سپردند. بنیاد موقوفات دکتر محمود افشار در هفته درگذشتش مراسمی به یاد و نام وی برگزار کرد و سخنرانان مراسم هریک شرحی بر زندگی و کارنامه حرفه‌ای محمود موسوی ارائه دادند.

## مهمترین فعالیت‌های میدانی
۱۳۴۶ کاوش در استان ایلام و لرستان پشتکوه به همراه هیئت باستان‌شناسی بلژیکی به سرپرستی لویی واندنبرگ

۱۳۴۶ بررسی‌های باستان‌شناسی منطقه آذربایجان شرقی به سرپرستی سیف‌الله کامبخش‌فرد

۱۳۴۷ بررسی غارهای پیش از تاریخ آذربایجان غربی بین خوی و سردشت

۱۳۴۹ کاوش در تخت سلیمان به همراه هیئت باستان‌شناسی آلمانی

۱۳۵۵ کاوش در حلیمه جان رودبار گیلان به همراه هیئت باستان‌شناسی ژاپنی از دانشگاه توکیو

۱۳۶۳ کاوش در محوطه‌های باستانی زابل به همراه هیئت باستان‌شناسی ایتالیایی وابسته به مؤسسه ایزمئو

۱۳۴۹ کاوش در تخت جمشید به سرپرستی علی اکبر تجویدی

۱۳۵۲ کاوش در سگزآباد قزوین به سرپرستی عزت‌الله نگهبان

۱۳۵۶ سرپرست هیئت کاوش‌های مسجد جمعه اردبیل

۱۳۵۷ سرپرست بررسی‌های باستان‌شناسی در اشکورات

۱۳۶۲ سرپرست کاوش‌های مسجد جامع ابرکوه

۱۳۵۹ سرپرست هیئت بررسی و تعیین حریم تپه چغا گاوانه شاه آباد غرب

۱۳۶۴ سرپرست تعیین حریم شهر کهنه نیشابور

۱۳۶۸ سرپرست کاوش در شهر طوس

۱۳۷۰ سرپرست هیئت کاوش‌های شهر حریره کیش

۱۳۷۳ سرپرست هیئت کاوش‌های مجموعه شیخ صفی الدین اردبیلی

## گزیده تألیفات
- توس شهر خفته در تاریخ،انتشارات سازمان میراث فرهنگی، ۱۳۷۰
- یادنامه نخستین گردهمایی باستان‌شناسی ایران پس از انقلاب اسلامی،انتشارات سازمان میراث فرهنگی، ۱۳۷۶
- تنظیم و تکمیل گزارش هشت فصل بررسی و کاوش در شهداد (دشت لوت)،انتشارات سازمان میراث فرهنگی، ۱۳۸۵
- آغاز دورهٔ تاریخی در ایران شمالی بر اساس یافته‌های باستان‌شناسی، مجله میراث فرهنگی، ۱۳۷۳
- باستان‌شناسی ایران، سیمای فرهنگی ایران، ۱۳۷۳
- باستان‌شناسی، دائره المعارف جهان اسلام، ۱۳۷۵
- باستان‌شناسی در پنجاه سالی که گذشت، میراث فرهنگی، ۱۳۶۹
- باستان‌شناسی گیلان، کتاب گیلان، ۱۳۶۹
- مسجد جمعه اردبیل، مجموعه مقالات همایش معماری مسجد، ۱۳۷۶
- کاوش در بخش غربی مجموعهٔ شیخ صفی‌الدین اردبیلی، مجموعه مقالات کنگره تاریخ معماری و شهرسازی ایران: ارگ بم - کرمان، ۱۳۷۴
- پیگردی در مسجد جامع ساوه، گزارش چهارمین مجمع سالانه پژوهشهای باستان‌شناسی، ۱۳۵۵
- یادمان خشتی کوه خواجه زابل (خلاصه ای از نتایج مطالعات و کاوشهای انجام شده در آن)، مجموعه مقالات کنگره تاریخ معماری و شهرسازی ایران: ارگ بم - کرمان، ۱۳۷۶
- کاوش باستان‌شناسی در شهر تاریخی حریره کیش، گزارشهای باستان‌شناسی، ۱۳۷۶
- مقدمه بر باستان‌شناسی کرمان، مجموعه مقالات کرمان‌شناسی، مرکز کرمان‌شناسی، ۱۳۶۹
- یادی از علی سامی، مجله باستان‌شناسی و تاریخ، ۱۳۶۸